# 股价
股价是指一公司若干可出售的股本中的单股价格。也可以說是有人愿意为股票支付的最高金额，或是可以买到的最低金额。

## 股价的特性
在经济学和金融理論中，分析師會用隨機漫步來建立資產价格的模型，特別是在股票市场上的股價。此分析方式的基礎是假設投資者是沒有偏見的理性投資者，會依未來的期望值來估計資產的价值。在此條件下，所有已有的資訊都已反映在股價上，只有新的資訊出現才會讓股價變。而依照定義，新資訊會隨機出現，因此對股價的影響也是隨機的。